# Limnophora tetragramma
Limnophora tetragramma är en tvåvingeart som beskrevs av Fritz Isidore van Emden 1951. Limnophora tetragramma ingår i släktet Limnophora och familjen husflugor. Inga underarter finns listade i Catalogue of Life.